# Elizabeth Daily
Elizabeth Ann Guttman (nascida em 11 de setembro de 1961), mais conhecida pelos seus nomes artísticos Elizabeth Daily e E.G. Daily, é uma atriz, cantora e compositora norte-americana. Ela dublou personagens de televisão, tais como Tommy Pickles em Rugrats e no spin-off All Grown Up!, Docinho em As Meninas Superpoderosas, e o papel protagonista no live-action do longa-metragem Babe: Pig in the City, substituindo Christine Cavanaugh.
Participou da 5ª temporada do The Voice.